# Чертеж (Закарпатская область)
Чертеж (укр. Чертеж) — село в Среднянской поселковой общине Ужгородского района Закарпатской области Украины.
Население по переписи 2001 года составляло 616 человек. Почтовый индекс — 89452. Занимает площадь 0,07 км².